# BOLT
BOLT – mobilna przeglądarka internetowa firmy Bitstream dla telefonów komórkowych wyposażonych w Java ME oraz smarfonów. Do renderowania stron wykorzystuje silnik WebKit. Podobnie jak Opera Mini, po wpisaniu adresu, łączy się ze specjalnym serwerem, który kompresuje strony do 50%.
W grudniu 2011 r. firma Bitstream poinformowała o zakończeniu wsparcia dla przeglądarki BOLT.